# Redburga
Redburga (8. század vége – Wessex, 851), Egbert wessexi király felesége.

## Élete
A 8. század végén született. Egyes források szerint a „frankok királyának húga’’, aki akkoriban Nagy Károly volt. Az ezt alátámasztó elsődleges forrást még nem azonosították. Ha származása frank volt, Egbert király feltehetően a frank udvarban való száműzetése során vette feleségül 789–792 között. Három gyermeke született. 851-ben halt meg.

## Gyermekei
1. Æthelwulf wessexi király (806 – 858. január 13.), apja után Wessex királya
2. Æthelstan kenti alkirály (808–839)
3. Eadgyth (9. század eleje – 9. század), Polesworth apátnője.